# بو بورنهام
بو بورنهام (بالإنجليزية: Bo Burnham)‏ (و. 1990 – م) هو ممثل، وكاتب سيناريو، ومغن مؤلف، وممثل تلفزيوني، وممثل هزلي من الولايات المتحدة الأمريكية.

## وصلات خارجية
- بو بورنهام على موقع IMDb (الإنجليزية)
- بو بورنهام على موقع ألو سيني (الفرنسية)
- بو بورنهام على موقع ميوزك برينز (الإنجليزية)
- بو بورنهام على موقع أول موفي (الإنجليزية)
- بو بورنهام على موقع ديسكوغز (الإنجليزية)
- بو بورنهام على موقع قاعدة بيانات الفيلم (الإنجليزية)
- بو بورنهام على موقع كينوبويسك (الروسية)